# Куршан (Сена и Марна)
Куршан (фр. Courchamp) је насељено место у Француској у региону Париски регион, у департману Сена и Марна.
По подацима из 2011. године у општини је живело 153 становника, а густина насељености је износила 12,33 становника/km².

## Демографија
| 1962. | 1968. | 1975. | 1982. | 1990. | 2011. |
| ----- | ----- | ----- | ----- | ----- | ----- |
| 129   | 100   | 88    | 79    | 108   | 153   |